# Mns Keh
Mns Keh is een bestuurslaag in het regentschap Aceh Utara van de provincie Atjeh, Indonesië. Mns Keh telt 287 inwoners (volkstelling 2010).